# Herbert Bardenheuer
Herbert Bardenheuer (* 27. Oktober 1949 in Eschweiler; † 30. Juni 2007 in Aachen) war ein deutscher Maler, Zeichner und Fotograf.

## Leben
Herbert Bardenheuer studierte Graphikdesign, Kunstgeschichte und Philosophie sowie Kernphysik in Düsseldorf, Aachen und Jülich.
In den siebziger Jahren begann er als Maler von expressiv-gegenständlichen Gemälden mit ambivalenter Erzählstruktur.
(1985 Museum Bochum und Neue Galerie, Sammlung Ludwig, Aachen)
Dann wandte er sich dem technisch erzeugten Bild, der Fotografie, zu, indem er die Frage nach den Konventionen in den Abbildern des Individuums stellte.
(1978 "Polaronoia", Museum Bochum;
1979 "Wie seh' ich denn da aus?!", Museum Bochum)
Durch Übermalung gesellschaftlich-öffentlicher Bilder (Wahlplakate) gelangte er in die Subjektivität der Malerei.
(1981 "Der Herrscher und ich", Galerie der Universität Kassel)
Seit den achtziger Jahren thematisierte er die Reflexion des Sehens selbst.
(1990 "Nicht nichts", Galerie Winkelmann, Düsseldorf;
1995 Karl-Ernst-Osthaus-Museum, Hagen;
1996 "Aachener Raum", Ludwig Forum für Internationale Kunst, Aachen)
Sein Ziel war, in Sequenzen der Raumuntersuchung eine eigenständige unabhängige Bildwelt zu entwickeln.
Ein entscheidender Impuls war 1994 die Wirkung des Lichts in Florenz. Hier entstand die Arbeit "Stanza nord-est" als Form dialektischen Malens. Der entstandene mystische Raum ist gleichzeitig Analyse und Systematik bildhafter Phänomene.
(1994 "a chi tocca", Salone Villa Romana, Firenze;
2002 Museum Lüdenscheid)
Bardenheuer folgte eigenen Strukturmodellen, die die Malerei in ihrer Wechselwirkung von Farbe, Raum und Idee in der Zeit zentriert.
(1997 "zwei Fenster + fünf Bilder", Hannover Kesselhaus;
1999 "Nullbedeutung ↔1", Kunstverein Bielefeld;
2000 "B.code", Galerie S., Aachen;
2005 "Vor März", Jesuitenkirche St. Alfons, Aachen)
Sein 'Periodensystem der Sinne' ist das Ergebnis der gelebten Erfahrung im Umgang mit Malerei und ermöglicht die Kombinierbarkeit aller biografischen Elemente in eine homogene Form.
(2007 "Enkephalos", unvollendet)
Seine großformatigen Gemälde und seine Foto-Arbeiten wurden in zahlreichen Städten, wie Bielefeld, Bochum, Köln, Düsseldorf, Aachen, Münster, Venedig, Florenz, Maastricht, Amsterdam, Brüssel, Hagen, Bremen gezeigt.
Bardenheuer war außerdem bekannt für sein überragendes kommunikatives Talent. Zudem beschäftigte er sich als „Kurator“, bspw. Sammlung Trude und Peter Lacroix im Suermondt-Ludwig-Museum im Jahre 2006.
Er arbeitete in Aachen und lebte im Dreiländereck zwischen Deutschland, den Niederlanden und Belgien.

## Ausstellungen, Preise und Auszeichnungen
- Förderpreis der Stadt Aachen – 1976
- Villa-Romana-Preis – 1994
- August Macke Preis der Stadt Meschede – 1994
- Einzelausstellungen (Auswahl) 1978 'Polaronoia', Museum Bochum   1979 'Wie seh ich denn da aus?!', Museum Bochum   1981 'Der Herrscher und ich', Galerie der Universität Kassel   1982 'Futura', Galerie art in progress, Düsseldorf     1983 Neue Galerie Sammlung Ludwig, Aachen   1983 Kunstverein Unna   1984 Galerie art in progress, Düsseldorf   1985 Museum Bochum   1985 Neue Galerie Sammlung Ludwig, Aachen   1987 ‚Scheiben‘, Abbruchhaus Rosstraße Aachen (mit W.Kupczyk)   1988 'Nach Lottensee', Galerie Karin Bolz, Köln   1989 'Kiosk' Monheimsallee, Aachen (mit P. Buchholz)   1989 'Egal wo du essen gehst...', art ort, Gladbeck   1990 'Ärger in der Halle', Industriehalle Klöckner Möller, Regensburg   1992 '40 Tage', St. Peter, Aachen   1992 'Vermögen', Galerie Winkelmann, Düsseldorf   1994 Suermondt-Ludwig-Museum, Aachen (mit J. Bandau)   1996 Karl-Ernst-Osthaus-Museum, Hagen   1996 'Aachener Raum', Ludwig Forum für internationale Kunst, Aachen   1996 ‚In Heinsberg’, Kunstverein Region Heinsberg   1997 'Zwei Fenster und fünf Bilder', Forum Kesselhaus, Hannover   1999 'Kleine Dummheiten', Galerie Kahlen/Titz, Kornelimünster   1999 'Nullbedeutung', Museum Waldhaus Kunstverein Bielefeld   2000 'Im Zwischenraum' Neustädter Marienkirche, Bielefeld   2000 'B.code', Galerie S., Aachen   2002 Museum Lüdenscheid   2005 ‚Vor März‘, Jesuitenkirche St. Alfons, Aachen   2007 ‚Auf Zollverein‘, Zeche Zollverein, Essen (mit O. Saheb)

- Gruppenausstellungen (Auswahl)  1977 Forum junger Kunst, Museum Bochum  1977 Forum junger Kunst, Städtische Galerie, Wolfsburg   1979 ‘Künstlerische Raumprogramme’, Baak’scher Kunstraum, Köln  1980 ‘Exploration of a medium’, Rheinisches Landesmuseum, Bonn  1980 ‘Between’, Kunsthalle Düsseldorf   1982 ‚Aperto82‘, Biennale Venedig   'Sternbilder', Galerie am Schloß Brühl   1982 Fotoforum Universität Kassel   1983 'Sammlung Ulbricht', Kunstmuseum Düsseldorf   1984 'Sammlung Hoffmann', Altes Museum Mönchengladbach  1984 Welsche Mühle, Haaren   1984 ‚Sammlung Klinker‘, Museum Bochum   1986 Cultureel Centrum van de Vlaamse Gemeenschap, Aldenbiesen   1986 Paul Pozzoza Museum, Düsseldorf   1986 ‘het beeldend denken’, Kunstverein Maastricht   1988 ‘Austausch und Eigenart‘, Kampnagel Fabrik, Hamburg   1988 ‚Nebelkammer‘, Hahnentorburg Köln   1988 ‚Deutsche Kunst heute‘, Europarat Brüssel   1989 ‚Wo bleibst du, Revolution?‘, Museum Bochum  1990 ‚Welt um Welt‘, Suermondt-Ludwig-Museum, Aachen   1992 ‚Triviale Maschinen‘, Karl-Ernst-Osthaus-Museum, Hagen   1993 ‚Preisträger Villa Romana, Florenz‘, Gesellschaft für aktuelle Kunst, Bremen   1994 ‚Idea Europa‘, Magazzini del Sale, Siena  1994 ‚a chi tocca‘, Salone Villa Romana, Florenz   1994 ‚Zeichen der Unfaßbarkeit‘, Sammlung Tumulka, München   1997 Espace de Nesle, Paris   1998 ‚Jahresgaben‘, Kestner Gesellschaft, Hannover  2001 ‚Knöpfe‘, Museum Lüdenscheid   2002 ‚Kein Strich zuviel‘, Museum Lüdenscheid   2003 Haus der Kunst, Brünn   2005 ‚20 x 20‘, Kunstverein Region Heinsberg   2006 ‚Carte blanche‘, St. Fronleichnam, Aachen